# Новоніколаєвка (Сорокинський район)
Новонікола́євка (рос. Новониколаевка) — присілок у складі Сорокинського району Тюменської області, Росія.
Населення — 77 осіб (2010, 126 у 2002).
Національний склад станом на 2002 рік:
- росіяни — 81 %